# Герцівці
Ге́рцівці — село в Кольчинській селищній громаді Мукачівського району Закарпатської області України.

## Історіч
Перша згадка — 25 лютого 1592 року. Назва від прізвища першопоселенців Герц — підданих Жігмонда Ракоці. У 1649 році село називалося Herczegfalva
Церква св. Юрія. Кінець XIX ст.
У 1692 р. село згадано як філію матірної церкви в Пузняковцях. Маленьку дерев'яну церкву збудовано, очевидно, у кінці XIX або на початку XX ст. Спочатку це була лише дзвіниця, до якої пізніше прибудовано прямокутне приміщення нави. Біля церкви стоїть дерев'яний хрест та видно рештки кам'яного хреста. Довкола церкви — маленький цвинтар. Навіть бляшана покрівля даху церкви не порушує чарівності цього мальовничого місця.
В селі є залишки золотокопальні.

## Населення
Згідно з переписом УРСР 1989 року чисельність наявного населення села становила 83 особи, з яких 39 чоловіків та 44 жінки.
За переписом населення України 2001 року в селі мешкало 77 осіб. 100 % населення вказало своєю рідною мовою українську мову.

## Туристичні місця
- храм св. Юрія. Кінець XIX ст
-  залишки золотокопальні. 